# Río Quiquibey
Río Quiquibey är ett vattendrag i Bolivia.   Det ligger i departementet La Paz, i den nordvästra delen av landet, 600 km norr om huvudstaden Sucre.
I omgivningarna runt Río Quiquibey växer i huvudsak städsegrön lövskog. Trakten runt Río Quiquibey är nära nog obefolkad, med mindre än två invånare per kvadratkilometer.